# 平石秀幸
平石 秀幸（ひらいし ひでゆき）は、日本の医学者。獨協医科大学消化器内科教授。専門領域は消化器病学。福井県出身。

## 著書

### 共著
- 消化管疾患入門Picture Tests （メディカルレビュー社、2002年5月）鈴木保永、増山仁徳、玉野正也、藤盛孝博らとの共著。ISBN 978-4896004816
- 消化器内科マニュアル 消化管編 （メディカルレビュー社、1999年7月）寺野彰、島田忠人、増山仁徳らとの共著。ISBN 978-4896002829

| スタブアイコン | サブスタブ | この項目は、まだ閲覧者の調べものの参照としては役立たない、人物に関連した書きかけの項目です。この項目を加筆・訂正などしてくださる協力者を求めています（P:人物伝/PJ:人物伝）。 |